# أبجاج الحطب
قرية أبجاج الحطب هي إحدى القرى التابعة لمركز مطاي بمحافظة المنيا في جمهورية مصر العربية. حسب إحصاءات سنة 2006، بلغ إجمالي السكان في أبجاج الحطب 10188 نسمة، منهم 5198 رجلا و4990 امرأة.